# Бурсов, Борис Иванович
Бори́с Ива́нович Бу́рсов (1 ноября 1905, д. Новосёловка Воронежской губернии — 12 апреля 1997, Санкт-Петербург) — русский советский литературовед, литературный критик, член Союза писателей СССР (1938), сотрудник Института русской литературы (1938—1941), доктор филологических наук (1951), профессор (1951) Ленинградского государственного университета (1948—1966) и Ленинградского педагогического института им. Герцена (1966—1997), Заслуженный деятель науки РСФСР (1976), лауреат Государственной премии СССР (1987).

## Биография
Родился 1(14) ноября 1905 года в деревне Новосёловка Бобровского уезда Воронежской губернии.
Из крестьянской многодетной семьи, с детства работал в колхозе — пас скотину, возил на волах в поле воду, перевозил сено и урожай с полей — в местной начальной школе окончил только три класса, но у соседа были книги, и первой книгой мальчика оказался сборник статей Белинского о Пушкине, второй — «Капитанская дочка», ставшая любимой на всю жизнь.
До 21 года жил в деревне, и только отслужив срочную службу в РККА, уже в возрасте 25 лет в 1929 году окончил среднюю школу — рабфак при Воронежском государственном университете, затем в 1934 году окончил Московский редакционно-издательский институт и поступил в аспирантуру Государственной академии искусствознания, которая тогда находилась в Ленинграде.
В 1935 году в журнале «Звезда» была напечатана первая его статья — «Эстетическая система Л. Толстого». С 1938 года — научный сотрудник Института русской литературы Академии наук СССР, в том же году защитил кандидатскую диссертацию по теме «Художественная структура характеров „Войны и мира“ Л. Н. Толстого», и был принят в члены Союза писателей СССР.
Участник Великой Отечественной войны с сентября 1941 года. Начинал корреспондентом «дивизионки» на Ораниенбаумском пятачке, участник пешего перехода по Ладожскому льду, был в боях под Мгой, прошёл Ленинградский, Волховский, Карельский фронты, в мае 1942 года на фронте вступил в ВКП(б).
В августе 1945-го — спецкор армейской газеты «Красное знамя» на 1-м Дальневосточном фронте, участвуя в войне с Японией. Демобилизован в 1947 году в звании капитана.
Награждён двумя Орденами Отечественной войны 2-й степени (1945, 1985), медалями «За оборону Ленинграда», «За оборону Советского Заполярья», «За победу над Германией» и «За победу над Японией».
С 1948 года — преподаватель филологического факультета Ленинградского государственного университета, в 1951 году защитил докторскую диссертацию «Проблема реализма в эстетике революционных демократов», позднее присвоено звание профессора. Ю. М. Лотман вспоминал о действиях Бурсова в период «борьбы с космополитизмом» в ЛГУ: «… К сожалению, к кампании преследователей присоединились и такие люди, как Б. И. Бурсов. Тогда это был начинающий самородок, человек того разряда, который очень любили проникнутые просветительским пафосом старые ученые. То что Бурсов — из простой крестьянской семьи и чуть ли не до восемнадцати лет был неграмотным, в соединении с бесспорной талантливостью привлекало к нему внимание старых ученых. Того, что ум его не гибок и явно склоняется к догматизму, старались не замечать, а его поистине безграничное самомнение в ту пору ещё не проявилось. Я был слушателем первых лекций Бурсова: они были тяжелы, неинтересны, но содержательны. Тем более для нас было неожиданностью, когда мы узнали, что Бурсов на одном разгромном собрании, обратившись с кафедры к Эйхенбауму, сказал: „Борис Михайлович, признайтесь, ведь вы не любите русский народ!“ Такие слова в те дни были равносильны приговору, который не подлежит апелляции».
С 1966 года и до конца жизни — профессор Ленинградского педагогического института им. Герцена. Являлся консультантом Ленинградского областного комитета КПСС по вопросам литературы.
За вышедшую в 1985 году книгу «Судьба Пушкина» в 1987 году стал лауреатом Государственной премии СССР.
В политических акциях периода «перестройки» не участвовал, но в 1990 году подписал «Письмо 74-х».
Умер в 1997 году, похоронен на Комаровском кладбище.

## Научная деятельность
Основные работы посвящены творчеству А. С. Пушкина, Л. Н. Толстого, Ф. М. Достоевского, М. Горького, русским революционным демократам Н. Г. Чернышевскому и Г. В. Плеханову.
Автор романов-исследований «Судьба Пушкина» и «Личность Достоевского», ставших интеллектуальными бестселлерами в 80-х годах.
Занимался методологическим проблемами классической русской и советской литературы.
Отдельное направление — преподавание русской литературы — учебник «Русская литература» для 9 класса средней школы и методические рекомендации к нему, подготовленные под редакцией профессора Б. И. Бурсова авторами М. Г. Качуриным, Д. К. Мотольской, М. А. Шнеерсон, были переизданы издательством «Просвещение» в 1970-е годы не менее 12 раз.